# Mistrzostwa Rumunii w piłce nożnej (1925/1926)
Mistrzostwa Rumunii 1925/1926 – 14. sezon najwyższej klasy rozgrywkowej w Rumunii. Tytuł obroniła drużyna Chinezul Timișoara, pokonując w finale zespół Juventus Bukareszt. Mistrzostwa były rozgrywane systemem pucharowym.

## Uczestniczące zespoły
| Region     | Klub                      |
| ---------- | ------------------------- |
| Arad       | AMEF Arad                 |
| Braszów    | Colțea Braszów            |
| Bukareszt  | Juventus Bukareszt        |
| Czerniowce | Hakoah Czerniowce         |
| Kiszyniów  | Fulgerul CFR Kiszyniów    |
| Kluż       | Victoria Kluż             |
| Krajowa    | Craiovan Krajowa          |
| Oradea     | Stăruința Oradea          |
| Satu Mare  | Olimpia Satu Mare         |
| Sybin      | Hermannstädter Turnverein |
| Timișoara  | Chinezul Timișoara        |

## Wyniki rundy finałowej
| Gospodarz          | – | Gość              | Wynik     |
| ------------------ | - | ----------------- | --------- |
| Juventus Bukareszt | – | Craiovan Krajowa  | 4:1 (2:1) |
| AMEF Arad          | – | Victoria Kluż     | 3:1 (1:1) |
| Stăruința Oradea   | – | Olimpia Satu Mare | 4:3       |

### Ćwierćfinały
| Gospodarz          | – | Gość                      | Wynik     |
| ------------------ | - | ------------------------- | --------- |
| Juventus Bukareszt | – | Hermannstädter Turnverein | 3:1 (2:1) |
| AMEF Arad          | – | Colțea Brașov             | 3:0 (2:0) |
| Stăruința Oradea   | – | Chinezul Timișoara        | 0:5 (0:3) |
| Hakoah Czerniowce  | – | Fulgerul CFR Kiszyniów    | 0:1 (0:1) |

### Półfinały
| Gospodarz          | – | Gość                   | Wynik                |
| ------------------ | - | ---------------------- | -------------------- |
| Juventus Bukareszt | – | Fulgerul CFR Kiszyniów | 2:2 (1:1), 4:1 (2:0) |
| AMEF Arad          | – | Chinezul Timișoara     | 2:5 (0:2)            |

### Finał
| Gospodarz          | – | Gość               | Wynik     |
| ------------------ | - | ------------------ | --------- |
| Chinezul Timișoara | – | Juventus Bukareszt | 3:0 (1:0) |